# Khu bảo tồn Cảnh quan Kysuce
Khu bảo tồn cảnh quan Kysuce (tiếng Slovak: Chránená krajinná oblasť Kysuce) là một trong 14 khu bảo tồn cảnh quan nổi tiếng ở Slovakia. Khu bảo tồn bao gồm một phần diện tích thuộc dãy núi Javorníky, và phần còn lại thuộc dãy núi Kysucké Beskydy. Vị trí của khu bảo tồn tọa lạc gần trung tâm vùng Kysuce, tiếp giáp với ba khu bảo tồn khác, bao gồm: Khu Bảo tồn cảnh quan Beskydy ở Cộng hòa Séc, Công viên Cảnh quan Żywiec ở Ba Lan và Khu Bảo tồn cảnh quan Horná Orava ở Slovakia. Hiện tại, Kysuce thuộc quyền quản lý của 2 quận Čadca và Kysucké Nové Mesto, nằm ở phía Tây Bắc Slovakia.

## Lịch sử
Ngày 23 tháng 5 năm 1984, Chính phủ đưa ra quyết định thành lập Khu bảo tồn, và tại thời điểm đó Kysuce trở thành khu bảo tồn có quy mô lớn nhất so với 4 khu bảo tồn đã thành lập trước đó là Čierna Lutiša (1972), Veľká Rača (1976), Veľký Javorník (1967), và Vychylovské skálie (1983).

## Địa lý, địa chất và sinh học
Thảm thực vật ở đây vô cùng phong phú, trong đó rừng bao phủ hơn một nửa diện tích của khu bảo tồn. Đặc điểm địa chất của khu vực cũng rất đặc biệt với các lớp đá sa thạch có độ bền thấp. Do từng là thuộc địa của người Vlach nên khu vực này có kiến trúc dân gian nguyên thủy, xen với những đồng cỏ, cánh đồng và những khu rừng rậm. Khu bảo tồn nằm gần biên giới cực tây Slovakia, nơi nổi tiếng là địa bàn sinh sống của nhiều loài động vật săn mồi lớn, bao gồm chó sói, gấu và linh miêu, đặc biệt là sa giông (loài động vật đặc hữu của vùng núi Carpathia).

## Địa điểm thu hút
Khu bảo tồn còn có rất nhiều điểm tham quan nổi tiếng, nổi bật nhất trong số đó là tuyến đường sắt xuyên rừng ở Vychylovka (thuộc ngôi làng Nová Bystrica) và bảo tàng ngoài trời Kysuce.